# Équipe des États-Unis de football à la Coupe du monde 2014
Cet article relate le parcours de l'équipe des États-Unis lors de la Coupe du monde de football de 2014 organisée au Brésil du 12 juin au 13 juillet 2014.

## Effectif
| Numéro / Nom       | Numéro / Nom            | Équipe                  | Sél. (but)      | Date de naissance | J.              |                 |                 |                 |                 |
| Gardiens de but    | Gardiens de but         | Gardiens de but         | Gardiens de but | Gardiens de but   | Gardiens de but | Gardiens de but | Gardiens de but | Gardiens de but | Gardiens de but |
| ------------------ | ----------------------- | ----------------------- | --------------- | ----------------- | --------------- | --------------- | --------------- | --------------- | --------------- |
| 1                  | Tim Howard              | Everton                 | 100 (0)         | 6 mars 1979       | 4               | -               | -               | -               | -               |
| 12                 | Brad Guzan              | Aston Villa             | 25 (0)          | 9 septembre 1984  | -               | -               | -               | -               | -               |
| 22                 | Nick Rimando            | Real Salt Lake          | 14 (0)          | 17 juin 1979      | -               | -               | -               | -               | -               |
| Défenseurs         |                         |                         |                 |                   |                 |                 |                 |                 |                 |
| 7                  | DaMarcus Beasley        | CF Puebla               | 116 (17)        | 24 mai 1982       | 4               | -               | -               | -               | -               |
| 5                  | Matt Besler             | Sporting de Kansas City | 17 (0)          | 11 février 1987   | 4               | -               | -               | -               | -               |
| 20                 | Geoff Cameron           | Stoke City              | 27 (1)          | 11 juillet 1985   | 3               | -               | 1               | -               | -               |
| 23                 | Fabian Johnson          | 1899 Hoffenheim         | 22 (1)          | 11 décembre 1987  | 4               | -               | -               | -               | -               |
| 3                  | Omar Gonzalez           | Galaxy de Los Angeles   | 20 (0)          | 11 octobre 1988   | 3               | -               | 1               | -               | -               |
| 21                 | Timothy Chandler        | 1. FC Nuremberg         | 13 (0)          | 29 mars 1990      | -               | -               | -               | -               | -               |
| 6                  | John Brooks             | Hertha BSC Berlin       | 4 (0)           | 28 janvier 1993   | 1               | 1               | -               | -               | -               |
| 2                  | DeAndre Yedlin          | Seattle Sounders FC     | 4 (0)           | 9 juillet 1993    | 3               | -               | -               | -               | -               |
| Milieux de terrain |                         |                         |                 |                   |                 |                 |                 |                 |                 |
| 4                  | Michael Bradley         | Toronto FC              | 86 (12)         | 31 juillet 1987   | 4               | -               | -               | -               | -               |
| 13                 | Jermaine Jones          | Beşiktaş                | 42 (2)          | 3 novembre 1981   | 4               | 1               | 1               | -               | -               |
| 15                 | Kyle Beckerman          | Real Salt Lake          | 37 (1)          | 23 avril 1982     | 3               | -               | 1               | -               | -               |
| 11                 | Alejandro Bedoya        | FC Nantes               | 28 (1)          | 29 avril 1987     | 4               | -               | -               | -               | -               |
| 19                 | Graham Zusi             | Sporting de Kansas City | 23 (3)          | 18 août 1986      | 4               | -               | -               | -               | -               |
| 10                 | Mikkel Diskerud         | Rosenborg               | 20 (3)          | 2 octobre 1990    | -               | -               | -               | -               | -               |
| 14                 | Brad Davis              | Dynamo de Houston       | 16 (0)          | 8 novembre 1981   | 1               | -               | -               | -               | -               |
| 16                 | Julian Green            | Bayern Munich           | 2 (1)           | 6 juin 1995       | 1               | 1               | -               | -               | -               |
| Attaquants         |                         |                         |                 |                   |                 |                 |                 |                 |                 |
| 8                  | Clint Dempsey           | Seattle Sounders FC     | 105 (37)        | 9 mars 1983       | 4               | 2               | -               | -               | -               |
| 17                 | Jozy Altidore           | Sunderland              | 70 (23)         | 6 novembre 1989   | 1               | -               | -               | -               | -               |
| 18                 | Chris Wondolowski       | Earthquakes de San José | 21 (9)          | 28 janvier 1983   | 2               | -               | -               | -               | -               |
| 9                  | Aron Jóhannsson         | AZ Alkmaar              | 8 (2)           | 10 novembre 1990  | 1               | -               | -               | -               | -               |
| Sélectionneur      |                         |                         |                 |                   |                 |                 |                 |                 |                 |
|                    | Jürgen Klinsmann        |                         |                 | 30 juillet 1964   |                 |                 |                 |                 |                 |
| Réserve            |                         |                         |                 |                   |                 |                 |                 |                 |                 |
| Brad Evans         | Seattle Sounders FC     | 17 (1)                  | 20 avril 1985   | -                 | -               | -               | -               | -               |                 |
| Clarence Goodson   | Earthquakes de San José | 56 (5)                  | 17 mai 1982     | -                 | -               | -               | -               | -               |                 |
| Michael Parkhurst  | Crew de Columbus        | 25 (0)                  | 24 janvier 1984 | -                 | -               | -               | -               | -               |                 |
| Joe Corona         | Club Tijuana            | 31 (2)                  | 9 juillet 1990  | -                 | -               | -               | -               | -               |                 |
| Maurice Edu        | Union de Philadelphie   | 46 (1)                  | 18 avril 1986   | -                 | -               | -               | -               | -               |                 |
| Terrence Boyd      | Rapid Vienne            | 13 (0)                  | 16 février 1991 | -                 | -               | -               | -               | -               |                 |
| Landon Donovan     | Galaxy de Los Angeles   | 156 (57)                | 4 mars 1982     | -                 | -               | -               | -               | -               |                 |
| Blessé             |                         |                         |                 |                   |                 |                 |                 |                 |                 |
|                    |                         | Pays inconnu            |                 |                   |                 |                 |                 |                 |                 |

 = capitaine --  Gardien de butDéfenseurMilieu de terrainAttaquantSélectionneur

## Qualifications

### Troisième tour
Directement qualifiés pour le troisième tour en raison de leur classement FIFA, les hommes de Jürgen Klinsmann arrivent donc au troisième tour, où ils se retrouvent dans un groupe composé de la Jamaïque, du Guatemala et d'Antigua-et-Barbuda. Les Américains remportent quatre de leurs rencontres, concèdent un match nul au Guatemala et s'inclinent en Jamaïque mais ne sont pas convaincants et ne survolent pas leur groupe. Ils ont malgré tout le mérite de gagner leurs trois rencontres à domicile et obtiennent leur qualification pour le tour suivant sur leurs terres face au Guatemala lors de la dernière journée.

### Quatrième tour
Le quatrième tour oppose les Américains aux meilleures formations de la CONCACAF et qui sont généralement les derniers à concourir pour les places qualificatives à la compétition reine. On retrouve donc l'éternel adversaire mexicain, le Costa Rica, le Honduras, de nouveau la Jamaïque et enfin le Panama que l'équipe de Jürgen Klinsmann affronte victorieusement en finale de la Gold Cup à l'été 2013.
Seules trois premières équipes du groupe sont qualifiées pour la Coupe du monde 2014 au Brésil et la quatrième participe aux barrages contre le vainqueur du groupe de qualification de l'OFC qui se trouve être la Nouvelle-Zélande.
La formation américaine commence son quatrième tour de qualification par une difficile défaite au Honduras mais se relève à domicile contre le Costa Rica avant d'aller chercher un bon point au Mexique dans le mythique Stade Azteca où les Mexicains se sont inclinés contre leur voisin pour la première fois de leur histoire un an plus tôt. Les Yanks profitent aussi des difficultés éprouvées par les Mexicains pour prendre un peu de large vis-à-vis de ces derniers qui doivent participer aux qualifications et concourir en Coupe des confédérations et qui font face à une certaine stérilité offensive. Après leur passage au Mexique, les Américains entament l'été avec trois victoires de rang dans la compétition avant de participer à la Gold Cup 2013 au mois de juillet qu'ils remportent en poursuivant leur série de victoires avec six succès supplémentaires ce qui amène la sélection à son record de victoire à l'affilée au mois d'août avec un total de 14 succès. Mais, cette dynamique est stoppée lors d'un voyage au Costa Rica dans le bouillant Stade national qui ne réussit pas aux Américains car ils s'inclinent 3-1 et se font prendre la première place par leurs adversaires du soir.
La qualification définitive intervient le 10 septembre, neuf mois avant le début de la grande compétition mondiale, lors d'une victoire 2-0 à Columbus dans l'Ohio face aux malheureux mexicains qui voient leurs chances de participer à la Coupe du monde diminuer.

#### Classement
| Rang | Équipe     | Pts | J  | G | N | P | Bp | Bc | Diff |  | Résultats (▼ dom., ► ext.) | Drapeau des États-Unis | Drapeau du Costa Rica | Drapeau du Honduras | Drapeau du Mexique | Drapeau du Panama | Drapeau de la Jamaïque |
| ---- | ---------- | --- | -- | - | - | - | -- | -- | ---- |  | -------------------------- | ---------------------- | --------------------- | ------------------- | ------------------ | ----------------- | ---------------------- |
| 1    | États-Unis | 22  | 10 | 7 | 1 | 2 | 15 | 8  | +7   |  | États-Unis                 |                        | 1-0                   | 1-0                 | 2-0                | 2-0               | 2-0                    |
| 2    | Costa Rica | 18  | 10 | 5 | 3 | 2 | 13 | 7  | +6   |  | Costa Rica                 | 3-1                    |                       | 1-0                 | 2-1                | 2-0               | 2-0                    |
| 3    | Honduras   | 15  | 10 | 4 | 3 | 3 | 13 | 12 | +1   |  | Honduras                   | 2-1                    | 1-0                   |                     | 2-2                | 2-2               | 2-0                    |
| 4    | Mexique    | 11  | 10 | 2 | 5 | 3 | 7  | 9  | -2   |  | Mexique                    | 0-0                    | 0-0                   | 1-2                 |                    | 2-1               | 0-0                    |
| 5    | Panama     | 8   | 10 | 1 | 5 | 4 | 10 | 14 | -4   |  | Panama                     | 2-3                    | 2-2                   | 2-0                 | 0-0                |                   | 0-0                    |
| 6    | Jamaïque   | 5   | 10 | 0 | 5 | 5 | 5  | 13 | -8   |  | Jamaïque                   | 1-2                    | 1-1                   | 2-2                 | 0-1                | 1-1               |                        |

## Coupe du monde

### Premier tour - Groupe G
Lors de la phase de poule du Coupe du monde 2014, les États-Unis se retrouvent dans le groupe G avec l'Allemagne, le Portugal et le Ghana. Ce groupe est très largement considéré comme difficile, tout comme le groupe D.
|   | Équipe     | Pts | J | G | N | P | Bp | Bc | Diff |
| 1 | Allemagne  | 7   | 3 | 2 | 1 | 0 | 7  | 2  | 5    |
| 2 | États-Unis | 4   | 3 | 1 | 1 | 1 | 4  | 4  | 0    |
| 3 | Portugal   | 4   | 3 | 1 | 1 | 1 | 4  | 7  | -3   |
| 4 | Ghana      | 1   | 3 | 0 | 1 | 2 | 4  | 6  | -2   |

| J 1 | 16 juin 2014 | Allemagne  | 4 - 0 | Portugal   |
| J 1 | 16 juin 2014 | Ghana      | 1 - 2 | États-Unis |
| J 2 | 21 juin 2014 | Allemagne  | 2 - 2 | Ghana      |
| J 2 | 22 juin 2014 | États-Unis | 2 - 2 | Portugal   |
| J 3 | 26 juin 2014 | États-Unis | 0 - 1 | Allemagne  |
| J 3 | 26 juin 2014 | Portugal   | 2 - 1 | Ghana      |

#### Ghana - États-Unis
| Match 14                                                 | Ghana          | 1 - 2   | États-Unis                          | Arena das Dunas, Natal                                                |                                                                       |
| 16 juin 2014 · 19:00 (UTC-3) · Historique des rencontres | André Ayew 82e | (0 - 1) | 1re Clint Dempsey · 86e John Brooks | Spectateurs : 39 760 · Arbitrage : Jonas Eriksson · Photos du match · | Spectateurs : 39 760 · Arbitrage : Jonas Eriksson · Photos du match · |
| 16 juin 2014 · 19:00 (UTC-3) · Historique des rencontres | Rapport        |         |                                     | Spectateurs : 39 760 · Arbitrage : Jonas Eriksson · Photos du match · | Spectateurs : 39 760 · Arbitrage : Jonas Eriksson · Photos du match · |

| Ghana | États-Unis |

| GHANA :            |    |                      |  |     |       |
|                    |    |                      |  |     |       |
| Gardien de but     | 12 | Adam Larsen Kwarasey |  |     |       |
|                    | 3  | Asamoah Gyan         |  |     |       |
|                    | 4  | Daniel Opare         |  |     |       |
|                    | 7  | Christian Atsu       |  | 78e |       |
|                    | 10 | André Ayew           |  |     |       |
|                    | 11 | Sulley Muntari       |  |     | 90+2e |
|                    | 13 | Jordan Ayew          |  | 59e |       |
|                    | 17 | Mohammed Rabiu       |  | 71e | 30e   |
|                    | 19 | Jonathan Mensah      |  |     |       |
|                    | 20 | Kwadwo Asamoah       |  |     |       |
|                    | 21 | John Boye            |  |     |       |
| Remplaçants :      |    |                      |  |     |       |
|                    | 9  | Kevin-Prince Boateng |  | 59e |       |
|                    | 5  | Michael Essien       |  | 71e |       |
|                    | 14 | Albert Adomah        |  | 78e |       |
| Sélectionneur :    |    |                      |  |     |       |
| James Kwesi Appiah |    |                      |  |     |       |

| ÉTATS-UNIS :     |    |                  |  |     |
|                  |    |                  |  |     |
| Gardien de but   | 1  | Tim Howard       |  |     |
|                  | 4  | Michael Bradley  |  |     |
|                  | 5  | Matt Besler      |  | 46e |
|                  | 7  | DaMarcus Beasley |  |     |
|                  | 8  | Clint Dempsey    |  |     |
|                  | 11 | Alejandro Bedoya |  | 77e |
|                  | 13 | Jermaine Jones   |  |     |
|                  | 15 | Kyle Beckerman   |  |     |
|                  | 17 | Jozy Altidore    |  | 23e |
|                  | 20 | Geoff Cameron    |  |     |
|                  | 23 | Fabian Johnson   |  |     |
| Remplaçants :    |    |                  |  |     |
|                  | 9  | Aron Jóhannsson  |  | 23e |
|                  | 6  | John Brooks      |  | 46e |
|                  | 19 | Graham Zusi      |  | 77e |
| Sélectionneur :  |    |                  |  |     |
| Jürgen Klinsmann |    |                  |  |     |

| Assistants : Mathias Klasenius Daniel Wärnmark Quatrième arbitre : Norbert Hauata Cinquième arbitre : Marwa Range Homme du Match : Clint Dempsey |

#### États-Unis - Portugal
| Match 30                                                 | États-Unis                             | 2 - 2   | Portugal                         | Arena da Amazônia, Manaus                                            |                                                                      |
| 22 juin 2014 · 19:00 (UTC-4) · Historique des rencontres | Jermaine Jones 64e · Clint Dempsey 81e | (0 - 1) | 5e Nani · 90+5e Silvestre Varela | Spectateurs : 40 123 · Arbitrage : Néstor Pitana · Photos du match · | Spectateurs : 40 123 · Arbitrage : Néstor Pitana · Photos du match · |
| 22 juin 2014 · 19:00 (UTC-4) · Historique des rencontres | Rapport                                |         |                                  | Spectateurs : 40 123 · Arbitrage : Néstor Pitana · Photos du match · | Spectateurs : 40 123 · Arbitrage : Néstor Pitana · Photos du match · |

| États-Unis | Portugal |

| ÉTATS-UNIS :     |    |                   |  |       |     |
|                  |    |                   |  |       |     |
| Gardien de but   | 1  | Tim Howard        |  |       |     |
|                  | 4  | Michael Bradley   |  |       |     |
|                  | 5  | Matt Besler       |  |       |     |
|                  | 7  | DaMarcus Beasley  |  |       |     |
|                  | 8  | Clint Dempsey     |  | 87e   |     |
|                  | 11 | Alejandro Bedoya  |  | 72e   |     |
|                  | 13 | Jermaine Jones    |  |       | 75e |
|                  | 15 | Kyle Beckerman    |  |       |     |
|                  | 19 | Graham Zusi       |  | 90+1e |     |
|                  | 20 | Geoff Cameron     |  |       |     |
|                  | 23 | Fabian Johnson    |  |       |     |
| Remplaçants :    |    |                   |  |       |     |
|                  | 2  | DeAndre Yedlin    |  | 72e   |     |
|                  | 18 | Chris Wondolowski |  | 87e   |     |
|                  | 3  | Omar Gonzalez     |  | 90+1e |     |
| Sélectionneur :  |    |                   |  |       |     |
| Jürgen Klinsmann |    |                   |  |       |     |

| PORTUGAL :      |    |                   |  |     |
|                 |    |                   |  |     |
| Gardien de but  | 22 | Beto              |  |     |
|                 | 2  | Bruno Alves       |  |     |
|                 | 4  | Miguel Veloso     |  |     |
|                 | 7  | Cristiano Ronaldo |  |     |
|                 | 8  | João Moutinho     |  |     |
|                 | 13 | Ricardo Costa     |  |     |
|                 | 16 | João Moutinho     |  | 69e |
|                 | 17 | Nani              |  |     |
|                 | 19 | André Almeida     |  | 46e |
|                 | 21 | João Pereira      |  |     |
|                 | 23 | Hélder Postiga    |  | 16e |
| Remplaçants :   |    |                   |  |     |
|                 | 11 | Éder              |  | 16e |
|                 | 6  | William Carvalho  |  | 46e |
|                 | 18 | Silvestre Varela  |  | 69e |
| Sélectionneur : |    |                   |  |     |
| Paulo Bento     |    |                   |  |     |

| Assistants : Hernán Maidana Juan Pablo Belatti Quatrième arbitre : Walter Lopez Cinquième arbitre : Leonel Leal Homme du Match : Tim Howard |

#### États-Unis - Allemagne
| Match 45                                                 | États-Unis | 0 - 1   | Allemagne         | Itaipava Arena Pernambuco, Recife                                      |                                                                        |
| 26 juin 2014 · 13:00 (UTC-3) · Historique des rencontres |            | (0 - 0) | 55e Thomas Müller | Spectateurs : 41 876 · Arbitrage : Ravshan Irmatov · Photos du match · | Spectateurs : 41 876 · Arbitrage : Ravshan Irmatov · Photos du match · |
| 26 juin 2014 · 13:00 (UTC-3) · Historique des rencontres | rapport    |         |                   | Spectateurs : 41 876 · Arbitrage : Ravshan Irmatov · Photos du match · | Spectateurs : 41 876 · Arbitrage : Ravshan Irmatov · Photos du match · |

| États-Unis | Allemagne |

| ÉTATS-UNIS :     |    |                  |  |     |     |
|                  |    |                  |  |     |     |
| Gardien de but   | 1  | Tim Howard       |  |     |     |
|                  | 3  | Omar Gonzalez    |  |     | 37e |
|                  | 4  | Michael Bradley  |  |     |     |
|                  | 5  | Matt Besler      |  |     |     |
|                  | 7  | DaMarcus Beasley |  |     |     |
|                  | 8  | Clint Dempsey    |  |     |     |
|                  | 13 | Jermaine Jones   |  |     |     |
|                  | 14 | Brad Davis       |  | 59e |     |
|                  | 15 | Kyle Beckerman   |  |     | 62e |
|                  | 19 | Graham Zusi      |  | 84e |     |
|                  | 23 | Fabian Johnson   |  |     |     |
| Remplaçants :    |    |                  |  |     |     |
|                  | 11 | Alejandro Bedoya |  | 59e |     |
|                  | 2  | DeAndre Yedlin   |  | 84e |     |
| Sélectionneur :  |    |                  |  |     |     |
| Jürgen Klinsmann |    |                  |  |     |     |

| ALLEMAGNE :     |    |                        |  |     |     |
|                 |    |                        |  |     |     |
| Gardien de but  | 1  | Manuel Neuer           |  |     |     |
|                 | 5  | Mats Hummels           |  |     |     |
|                 | 4  | Benedikt Höwedes       |  |     | 11e |
|                 | 7  | Bastian Schweinsteiger |  | 76e |     |
|                 | 8  | Mesut Özil             |  | 89e |     |
|                 | 10 | Lukas Podolski         |  | 46e |     |
|                 | 13 | Thomas Müller          |  |     |     |
|                 | 16 | Philipp Lahm           |  |     |     |
|                 | 17 | Per Mertesacker        |  |     |     |
|                 | 18 | Toni Kroos             |  |     |     |
|                 | 20 | Jérôme Boateng         |  |     |     |
| Remplaçants :   |    |                        |  |     |     |
|                 | 11 | Miroslav Klose         |  | 46e |     |
|                 | 19 | Mario Götze            |  | 76e |     |
|                 | 9  | André Schürrle         |  | 89e |     |
| Sélectionneur : |    |                        |  |     |     |
| Joachim Löw     |    |                        |  |     |     |

| Assistants : Abduxamidullo Rasulov Bakhadyr Kochkarov Quatrième arbitre : Sidi Alioum Cinquième arbitre : Djibril Camara Homme du Match : Thomas Müller |

### Huitième de finale

#### Belgique - États-Unis
| 1er juillet 2014                          | Belgique                                 | 2 - 1 a. p. | États-Unis        | Stade Octávio-Mangabeira, Salvador de Bahia                            |                                                                        |
| 17:00 (UTC-3) · Historique des rencontres | Kevin De Bruyne 93e · Romelu Lukaku 105e | (0 - 0)     | 107e Julian Green | Spectateurs : 51 227 · Arbitrage : Djamel Haimoudi · Photos du match · | Spectateurs : 51 227 · Arbitrage : Djamel Haimoudi · Photos du match · |
| 17:00 (UTC-3) · Historique des rencontres | rapport                                  |             |                   | Spectateurs : 51 227 · Arbitrage : Djamel Haimoudi · Photos du match · | Spectateurs : 51 227 · Arbitrage : Djamel Haimoudi · Photos du match · |

| Belgique | États-Unis |

| Belgique :      |    |                   |  |      |     |
|                 |    |                   |  |      |     |
| Gardien de but  | 1  | Thibaut Courtois  |  |      |     |
|                 | 2  | Toby Alderweireld |  |      |     |
|                 | 4  | Vincent Kompany   |  |      | 42e |
|                 | 5  | Jan Vertonghen    |  |      |     |
|                 | 6  | Axel Witsel       |  |      |     |
|                 | 7  | Kevin De Bruyne   |  |      |     |
|                 | 8  | Marouane Fellaini |  |      |     |
|                 | 10 | Eden Hazard       |  | 111e |     |
|                 | 14 | Dries Mertens     |  | 60e  |     |
|                 | 15 | Daniel Van Buyten |  |      |     |
|                 | 17 | Divock Origi      |  | 91e  |     |
| Remplaçants :   |    |                   |  |      |     |
|                 | 9  | Romelu Lukaku     |  | 91e  |     |
|                 | 11 | Kevin Mirallas    |  | 60e  |     |
|                 | 22 | Nacer Chadli      |  | 111e |     |
| Sélectionneur : |    |                   |  |      |     |
| Marc Wilmots    |    |                   |  |      |     |

| États-Unis :     |    |                   |  |        |     |
|                  |    |                   |  |        |     |
| Gardien de but   | 1  | Tim Howard        |  |        |     |
|                  | 3  | Omar Gonzalez     |  |        |     |
|                  | 4  | Michael Bradley   |  |        |     |
|                  | 5  | Matt Besler       |  |        |     |
|                  | 7  | DaMarcus Beasley  |  |        |     |
|                  | 8  | Clint Dempsey     |  |        |     |
|                  | 11 | Alejandro Bedoya  |  | 105+1e |     |
|                  | 13 | Jermaine Jones    |  |        |     |
|                  | 19 | Graham Zusi       |  | 72e    |     |
|                  | 20 | Geoff Cameron     |  |        | 18e |
|                  | 23 | Fabian Johnson    |  | 32e    |     |
| Remplaçants :    |    |                   |  |        |     |
|                  | 16 | Julian Green      |  | 105+1e |     |
|                  | 18 | Chris Wondolowski |  | 72e    |     |
|                  | 2  | DeAndre Yedlin    |  | 32e    |     |
| Sélectionneur :  |    |                   |  |        |     |
| Jürgen Klinsmann |    |                   |  |        |     |

| Assistants : Abdelhak Etchiali Rédouane Achik Quatrième arbitre : Norbert Hauata Cinquième arbitre : Aden Range Homme du Match : Tim Howard |

## Statistiques

### Temps de jeu
|                   | Phase de groupe | Phase de groupe | Phase de groupe | 8e       |          |             |          |          | |
| Joueur            |                 |                 |                 |          | TT       | But inscrit | MJ       | MT       | Légende |
| ----------------- | --------------- | --------------- | --------------- | -------- | -------- | ----------- | -------- | -------- | --- |
| Gardiens          | Gardiens        | Gardiens        | Gardiens        | Gardiens | Gardiens | Gardiens    | Gardiens | Gardiens | Abréviations et symboles : · TT : Total de minutes jouées · MJ : Nombre de matchs joués · MT : Matchs joués en tant que titulaire · : but · : joueur entré · : joueur remplacé · : capitaine · : carton jaune · : carton rouge |
| Tim Howard        | 90              | 90              | 90              | 120      | 380      | 0           | 4        | 4        | Abréviations et symboles : · TT : Total de minutes jouées · MJ : Nombre de matchs joués · MT : Matchs joués en tant que titulaire · : but · : joueur entré · : joueur remplacé · : capitaine · : carton jaune · : carton rouge |
| Bradley Guzan     | -               | -               | -               | -        | 0        | 0           | 0        | 0        | Abréviations et symboles : · TT : Total de minutes jouées · MJ : Nombre de matchs joués · MT : Matchs joués en tant que titulaire · : but · : joueur entré · : joueur remplacé · : capitaine · : carton jaune · : carton rouge |
| Nick Rimando      | -               | -               | -               | -        | 0        | 0           | 0        | 0        | Abréviations et symboles : · TT : Total de minutes jouées · MJ : Nombre de matchs joués · MT : Matchs joués en tant que titulaire · : but · : joueur entré · : joueur remplacé · : capitaine · : carton jaune · : carton rouge |
| Défenseurs        |                 |                 |                 |          |          |             |          |          | Abréviations et symboles : · TT : Total de minutes jouées · MJ : Nombre de matchs joués · MT : Matchs joués en tant que titulaire · : but · : joueur entré · : joueur remplacé · : capitaine · : carton jaune · : carton rouge |
| DaMarcus Beasley  | 90              | 90              | 90              | 120      | 390      | 0           | 4        | 4        | Abréviations et symboles : · TT : Total de minutes jouées · MJ : Nombre de matchs joués · MT : Matchs joués en tant que titulaire · : but · : joueur entré · : joueur remplacé · : capitaine · : carton jaune · : carton rouge |
| Matt Besler       | 46              | 90              | 90              | 120      | 336      | 0           | 4        | 3        | Abréviations et symboles : · TT : Total de minutes jouées · MJ : Nombre de matchs joués · MT : Matchs joués en tant que titulaire · : but · : joueur entré · : joueur remplacé · : capitaine · : carton jaune · : carton rouge |
| Geoff Cameron     | 90              | 90              | -               | 120      | 300      | 0           | 3        | 3        | Abréviations et symboles : · TT : Total de minutes jouées · MJ : Nombre de matchs joués · MT : Matchs joués en tant que titulaire · : but · : joueur entré · : joueur remplacé · : capitaine · : carton jaune · : carton rouge |
| Fabian Johnson    | 90              | 90              | 90              | 32       | 302      | 0           | 4        | 4        | Abréviations et symboles : · TT : Total de minutes jouées · MJ : Nombre de matchs joués · MT : Matchs joués en tant que titulaire · : but · : joueur entré · : joueur remplacé · : capitaine · : carton jaune · : carton rouge |
| Omar Gonzalez     | -               | 0               | 90              | 120      | 200      | 0           | 3        | 2        | Abréviations et symboles : · TT : Total de minutes jouées · MJ : Nombre de matchs joués · MT : Matchs joués en tant que titulaire · : but · : joueur entré · : joueur remplacé · : capitaine · : carton jaune · : carton rouge |
| Timothy Chandler  | -               | -               | -               | -        | 0        | 0           | 0        | 0        | Abréviations et symboles : · TT : Total de minutes jouées · MJ : Nombre de matchs joués · MT : Matchs joués en tant que titulaire · : but · : joueur entré · : joueur remplacé · : capitaine · : carton jaune · : carton rouge |
| John Brooks       | 44              | -               | -               | -        | 44       | 1           | 1        | 0        | Abréviations et symboles : · TT : Total de minutes jouées · MJ : Nombre de matchs joués · MT : Matchs joués en tant que titulaire · : but · : joueur entré · : joueur remplacé · : capitaine · : carton jaune · : carton rouge |
| DeAndre Yedlin    | -               | 18              | 16              | 88       | 122      | 0           | 3        | 0        | Abréviations et symboles : · TT : Total de minutes jouées · MJ : Nombre de matchs joués · MT : Matchs joués en tant que titulaire · : but · : joueur entré · : joueur remplacé · : capitaine · : carton jaune · : carton rouge |
| Milieux           |                 |                 |                 |          |          |             |          |          | Abréviations et symboles : · TT : Total de minutes jouées · MJ : Nombre de matchs joués · MT : Matchs joués en tant que titulaire · : but · : joueur entré · : joueur remplacé · : capitaine · : carton jaune · : carton rouge |
| Michael Bradley   | 90              | 90              | 90              | 120      | 380      | 0           | 4        | 4        | Abréviations et symboles : · TT : Total de minutes jouées · MJ : Nombre de matchs joués · MT : Matchs joués en tant que titulaire · : but · : joueur entré · : joueur remplacé · : capitaine · : carton jaune · : carton rouge |
| Jermaine Jones    | 90              | 90              | 90              | 120      | 390      | 1           | 4        | 4        | Abréviations et symboles : · TT : Total de minutes jouées · MJ : Nombre de matchs joués · MT : Matchs joués en tant que titulaire · : but · : joueur entré · : joueur remplacé · : capitaine · : carton jaune · : carton rouge |
| Kyle Beckerman    | 90              | 90              | 90              | -        | 270      | 0           | 3        | 3        | Abréviations et symboles : · TT : Total de minutes jouées · MJ : Nombre de matchs joués · MT : Matchs joués en tant que titulaire · : but · : joueur entré · : joueur remplacé · : capitaine · : carton jaune · : carton rouge |
| Alejandro Bedoya  | 77              | 72              | 31              | 105      | 285      | 0           | 4        | 3        | Abréviations et symboles : · TT : Total de minutes jouées · MJ : Nombre de matchs joués · MT : Matchs joués en tant que titulaire · : but · : joueur entré · : joueur remplacé · : capitaine · : carton jaune · : carton rouge |
| Graham Zusi       | 13              | 90              | 84              | 72       | 259      | 0           | 4        | 3        | Abréviations et symboles : · TT : Total de minutes jouées · MJ : Nombre de matchs joués · MT : Matchs joués en tant que titulaire · : but · : joueur entré · : joueur remplacé · : capitaine · : carton jaune · : carton rouge |
| Mikkel Diskerud   | -               | -               | -               | -        | 0        | 0           | 0        | 0        | Abréviations et symboles : · TT : Total de minutes jouées · MJ : Nombre de matchs joués · MT : Matchs joués en tant que titulaire · : but · : joueur entré · : joueur remplacé · : capitaine · : carton jaune · : carton rouge |
| Brad Davis        | -               | -               | 59              | -        | 59       | 0           | 1        | 1        | Abréviations et symboles : · TT : Total de minutes jouées · MJ : Nombre de matchs joués · MT : Matchs joués en tant que titulaire · : but · : joueur entré · : joueur remplacé · : capitaine · : carton jaune · : carton rouge |
| Julian Green      | -               | -               | -               | 15       | 15       | 1           | 1        | 0        | Abréviations et symboles : · TT : Total de minutes jouées · MJ : Nombre de matchs joués · MT : Matchs joués en tant que titulaire · : but · : joueur entré · : joueur remplacé · : capitaine · : carton jaune · : carton rouge |
| Attaquants        |                 |                 |                 |          |          |             |          |          | Abréviations et symboles : · TT : Total de minutes jouées · MJ : Nombre de matchs joués · MT : Matchs joués en tant que titulaire · : but · : joueur entré · : joueur remplacé · : capitaine · : carton jaune · : carton rouge |
| Clint Dempsey     | 90              | 87              | 90              | 120      | 387      | 2           | 4        | 4        | Abréviations et symboles : · TT : Total de minutes jouées · MJ : Nombre de matchs joués · MT : Matchs joués en tant que titulaire · : but · : joueur entré · : joueur remplacé · : capitaine · : carton jaune · : carton rouge |
| Jozy Altidore     | 23              | -               | -               | -        | 23       | 0           | 1        | 1        | Abréviations et symboles : · TT : Total de minutes jouées · MJ : Nombre de matchs joués · MT : Matchs joués en tant que titulaire · : but · : joueur entré · : joueur remplacé · : capitaine · : carton jaune · : carton rouge |
| Chris Wondolowski | -               | 3               | -               | 48       | 51       | 0           | 2        | 0        | Abréviations et symboles : · TT : Total de minutes jouées · MJ : Nombre de matchs joués · MT : Matchs joués en tant que titulaire · : but · : joueur entré · : joueur remplacé · : capitaine · : carton jaune · : carton rouge |
| Aron Jóhannsson   | 67              | 0               | 0               | -        | 67       | 0           | 1        | 0        | Abréviations et symboles : · TT : Total de minutes jouées · MJ : Nombre de matchs joués · MT : Matchs joués en tant que titulaire · : but · : joueur entré · : joueur remplacé · : capitaine · : carton jaune · : carton rouge |

| Buts | Joueurs        | Adversaires       |
| ---- | -------------- | ----------------- |
| 2    | Clint Dempsey  | Ghana et Portugal |
| 1    | John Brooks    | Ghana             |
| 1    | Jermaine Jones | Portugal          |
| 1    | Julian Green   | Belgique          |

| Buts | Joueurs        | Adversaires       |
| ---- | -------------- | ----------------- |
| 2    | Graham Zusi    | Ghana et Portugal |
| 1    | Jermaine Jones | Ghana             |